# Leptopus nepalensis
Leptopus nepalensis är en emblikaväxtart som beskrevs av B.Adhikari, R.P.Chaudhary och Ghimire. Leptopus nepalensis ingår i släktet andrakner, och familjen emblikaväxter. Inga underarter finns listade i Catalogue of Life.